# Goniasteridae
Goniasteridae é uma família da ordem Valvatida, da classe Asteroidea.